# Akram Hourani
Akram Hourani o Akram al-Hawrani (àrab: أكرم الحوراني, Akram al-Ḥūrānī) (Hama, Síria, 1912-Jordània, 24 de febrer de 1996) fou un polític sirià, que va tenir un paper important en la creació del Partit Baas Àrab Socialista. Va ser ministre en diversos governs sirians i fou vicepresident de la República Àrab Unida.

## Biografia
Nascut a Hama en una família sunnita de propietaris de terres, Akram Hourani va seguir els seus estudis a Hama i a continuació a Damasc abans de fer estudis de medicina en una universitat jesuïta l'any 1932. Abandona aquest establiment després de la seva implicació en la temptativa d'assassinat de l'antic president sirià, Subhi Barakat.
El 1936 es va inscriure a l'escola de dret de Damasc, on esdevingué membre del Partit Social Nacionalista Sirià que abandonà dos anys més tard per tornar a Hama i esdevingué president del Hizb ash-Shabab (Partit del Poble) fundat per un dels seus cosins i que pretenia representar els camperols.
Al front del seu partit es va dedicar a defensar la justícia social i els pobres.
Nacionalista àrab militant, va recolzar a petició de Michel Aflaq el cop d'Estat militar portat a terme per Rashid Ali a Bagdad el 1941. El 1948 prengué el comandement dels grups armats que van combatre contra els sionistes a Palestina.
El gener de 1950 va rebatejar al seu partit i li va donar el nom de Partit Àrab Socialista. El partit es componia de més de 10.000 militants, i va reunir més de 40.000 simpatitzants al seu primer congrés que es va fer a Alep.
De 1949 a 1954, la vida política siriana fou alterada per quatre cops d'Estat militars, en alguns dels quals va tenir un paper directe. Era pròxim políticament del tercer i del quart autor dels cops d'Estat, en particular d'Adib Shishakli que va dirigir el país de 1949 a 1954.
La decisió de Shishakli de redistribuir les terres als camperols fou feta sota la influència de Hourani. No obstant això, la influència del president es va afeblir quan va adoptar una actitud de govern autocràtica, arribant fins a prohibir el Partit Àrab Socialista l'abril de 1952. Els militants del PSA i del Baas foren perseguits pel poder del moment.
El novembre del mateix any, Hourani va decidir fusionar el seu partit amb el Partit Baas de Michel Aflaq i de Salah al-Din al-Bitar. El partit prengué el nom de "Partit Baas àrab i socialista" (Hizb al-ba'th al-'arabi al-ishtiraki) i va guanyar així una audiència important.

## El partit Baas

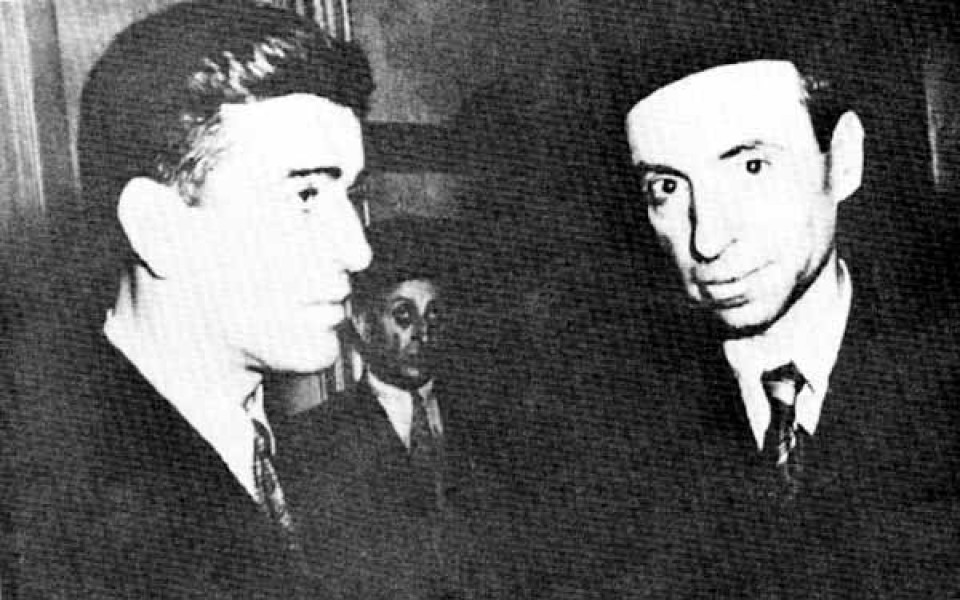
Akram Hourani i Michel Aflaq el 1957.

Membre del Comandement nacional del partit Baas des de la seva creació l'any 1954 fins al 1959 va jugar, amb altres baasistes i activistes polítics sirians, un paper directe en la dimissió del president Shishakli.
Al si del Baath, va ampliar la base del partit, i li va aportar els petits artesans i els pagesos que votaren en endavant pel PSA. El nombre de militants va doblar, passant a 3000.
Michel Aflaq, que era reticent al reclutament de militars i que es malfiava dels oficials lliures egipcis, va deixa a Hourani reclutar militants al si de l'exèrcit sirià.
El 1954 el Baas va assolir disset escons en el moment de les eleccions legislatives. Hourani fou elegit diputat de Hama, Salah Bitar diputat de Damasc i Wahib Ghanem diputat de Latakia (en poder de Turquia). El partit comptava d'altra banda amb cinc elegits com independents però que li eren molt pròxims.
Més tard, va presidir el parlament sirià de 1957 al mes de febrer 1958, cosa que li va permetre de fer anul·lar les eleccions municipals de novembre 1957 que sens dubte no haurien pas permès al partit Baas d'imposar-se com el primer partit polític del país. S'explica generalment que fou després d'aquesta manipulació que el partit Baas es va allunyar dels principis democràtics que l'animaven fins aleshores.

## La República Àrab Unida
Després de la signatura del tractat d'unió entre Síria i l'Egipte el 1958, Hourani esdevingué el vicepresident del país, una posició que va tenir fins al 1959.
Després que Nasser va tenir posicions polèmiques envers el partit Baas i que ha fet detenir diversos centenars de membres del partit, Hourani va decidir, el 31 de desembre de 1959, de dimitir del seu càrrec de vicepresident i es va exiliar al Líban. Els altres ministres del partit Baas van dimitir igualment del govern. A continuació va tenir alguns enfrontaments menors amb Michel Aflaq i Salah Bitar sobre la sort futura de la República Àrab Unida. Hourani es pronunciava per la secessió mentre que els dos dirigents històrics del partit es pronunciaven en contra.
El 28 de febrer de 1961, un cop d'Estat militar dirigit pel general Kouzbari va prendre el poder i va proclamar la secessió de Síria. El suport aportat per Hourani als secessionistes li va costar l'exclusió del partit Baas el juny de 1962. Hourani va decidir refundar el seu partit, però ja no va aconseguir el suport popular que havia tingut abans.
Després del cop d'estat del 8 de març de 1963 es va haver d'exiliar a l'Iraq, al Líban, a França i a Jordània on va morir el 1996. Les seves memòries han estat editats al Caire l'any 2000.